# Лю Э
Лю Э (кит. трад. 劉鶚, упр. 刘鹗, пиньинь Liú È, 18 октября 1857, Даньту — 23 августа 1909, Урумчи) — китайский интеллектуал, ирригатор, предприниматель, писатель эпохи Цин. Наиболее известен единственным романом «Путешествие Лао Цаня» (отдельное издание 1907 года). Явился также первым исследователем надписей на гадательных костях эпох Шан и Чжоу.

## Биография
Родился в чиновничьей семье и получил классическое образование, глубоко почитая традиционную добродетель «служения стране», однако, отказался от чиновной карьеры, предоставляемой сдачей государственных экзаменов. Интересовался математикой, ирригацией, в течение года занимался медицинской практикой в Шанхае. В 1880-е годы испытывал интерес к эклектической школе Тайгу, и в конечном счете занялся коммерцией, но неудачно.
После прорыва плотины на Хуанхэ в 1888 году участвовал в восстановлении дамб и разработке защитного ирригационного плана, свыше шести лет работал в этой области, выпустил книгу «Семь принципов обуздания рек» (кит. трад. 治河七說, упр. 治河七说, пиньинь zhìhé qī shuō, палл. Чжихэ ци шо). Был приглашен на службу хунаньским губернатором У Дачэном и дослужился до звания магистрата. Китайско-японская война 1894—1895 годов привела его в столицу, где Лю посвятил себя разработке проектов модернизации. После 1897 года работал в ряде иностранных фирм, связанных с разработкой угля и других ископаемых; был одним из немногих китайских предпринимателей своего времени, который занимался развитием реальных производств. Во время восстания ихэтуаней 1898—1899 годов, находясь в Пекине, по договору с российскими силами, занимался продажей риса из казённых складов голодающему населению.
Интересовался древностями, в 1903 году выпустил первый в истории Китая сборник репродукций с новооткрытых гадательных надписей эпохи Шан (кит. трад. 鐵雲藏龜, упр. 铁云藏龟, пиньинь tiě yún cáng guī, палл. Теюнь цан гуй, «Собрание [надписей] на черепашьих панцирях Теюня»). Коллекция Лю Э включала более 5000 экземпляров на костях. Ему впервые удалось верно отождествить 34 знака шанской письменности в сопоставлении с современными формами иероглифов. Среди многочисленных знакомств Теюня был Ло Чжэньюй, который продолжил его работу в этой области.
Из-за конфликта с Юань Шикаем в 1908 году Лю Э был обвинён в государственной измене (ему припомнили казус с продажей риса) и умер в ссылке в Синьцзяне. Ходили также слухи, что маньчжурский князь Дуаньфан — генерал-губернатор Нанкина — желал завладеть коллекцией фарфора и черепаховых панцирей, принадлежавшей писателю.

## Роман
Единственный роман Лю Э «Путешествие Лао Цаня» (кит. трад. 老殘遊記, упр. 老残游记, пиньинь lǎo cán yóu jì, палл. Лао Цань юцзи) публиковался по главам в разных периодических изданиях в 1903—1906 годах. Главный герой, во многом автобиографический, — странствующий лекарь-интеллектуал Лао Цань, стремящийся избавить встреченных им по пути людей от житейского ада. Среди многих современных реалий роман любопытным образом упоминает Шерлока Холмса, образ которого начал получать популярность в кругу образованных китайцев благодаря первым переводам из Дойля: «Холмсом» в шутку называют главного героя, направленного на следствие, связанное с громким убийством. Первоначальный авторский текст включал 20 глав, именно с этого варианта делаются обычно переводы на иностранные языки. Позднее автор дополнил его разнообразными продолжениями в 6, 9 и более глав.
Текст был рано оценен современниками, в том числе Лу Синем и Ху Ши, который включил его в число четырёх великих романов эпохи поздней Цин. Английский перевод третьей главы романа был опубликован Артуром Уэйли в 1929 году. Выборочные переводы романа на английский язык выпустил Линь Юйтан в 1936 и 1951 годах; были также выполнены полные переводы на английский (1952 и 1983), французский (1964), немецкий и чешский (en:Jaroslav Průšek, 1947) языки. Русский перевод Владимира Семанова впервые был опубликован в 1958 году.

## Комментарии
1. ↑  Использовал псевдонимы: кит. трад. 鐵雲, упр. 铁云, пиньинь tiě yún, палл. Теюнь — «Железная туча», а также кит. упр. 鸿都百炼生, пиньинь hóngdū băiliàn shēng, палл. Хунду байлянь шэн — «Рождённый в ста плавильнях Хунду»[2].
2. ↑  Вариант перевода: «Потаённая черепаха Теюня»[2].